# Orgue de Lluc
L'Orgue de Lluc està situat a l'església del Santuari de Lluc, a Escorca.

## Història[1]
Se suposa que a la capella de Santa Maria de Lluc es va instal·lar el primer orgue quan es va instituir la comunitat de canonges regulars de Sant Pere el 1456, ja que estaven obligats a l'ofici coral. Aquest orgue va ser esmentat a un inventari de 1478 “Item huns orguens petits a la capella de Sant Cosme i Damia”. També apareix a l'inventari de 1498 “Item huns orguens definats”.
El 1531 es va fundar un Col·legi de Prevers i l'actual Escolania de blauets de Lluc amb ofici coral diari, i el 1554 el Prior Bartomeu Ripoll va encarregar un orgue nou al Mestre Gaspar Roig per 120 lliures. Mestre Gaspar Roig va visitar l'orgue el 1555, 1557, 1576 i 1581, i també hi va pujar Mestre Joanot d'Ozona, orguener de Muro, el 1579 i el 1599.
A partir de 1625 apareix l'orguener Jeroni Roig, que era fill de Gaspar Roig, i sembla que hi fa un orgue nou.
A partir de 1685 es troben els orgueners de la família Caymari, que adoben aquest orgue a partir de 1692 per fer un orgue nou que costà 300 lliures, 6 sous i 6 diners i que s'estrenà a l'abril de 1693, data que figura a la cara. Aquest orgue estava situat sobre la barana del cor.
Els germans Caymari donaven l'almoina d'una lliura amore Virginis de tant en tant. A més, Sebastià va fer i col·locar la porta al nínxol de la Mare de Déu ornamentada amb un quadre, tot i que no és l'actual. Mestre Damià Caymari va posar al seu testament allò que va fer a Lluc.
Quan es va instal·lar l'orgue dels germans Caymari, l'anterior orgue fet per Roig va ser venut per 70 lliures a la vila de Santa Maria i després va passar a Santa Eugènia. Entre 1785 i 1787, Fra Miquel Cifre va recomposar l'orgue, i el 28 de febrer de 1801 va pagar 7 lliures a Luis Sharrer per acabar de recomposar-lo.
A meitats del segle xix, Antoni Portell va construir un orgue nou aprofitant el moble dels Caymari, i l'11 de setembre de 1922 la casa Amézua de Sant Sebastià va presentar un projecte per un nou orgue. Aquest orgue consistia en dos teclats de mà de 56 notes cada un, de Do a Sol i una pedalera de 30 notes de Do a Fa amb 7 pedals de combinació i quatre botons automàtics per combinacions fixes, a més de 12 registres pels teclats manuals i dos per la pedalera.
Els registres eren:
1r teclat:
1. Flautat Violó gran forma (16 peus i 56 notes)
2. Violó (8 peus i 56 notes)
3. Flautat principal (8 peus i 56 notes)
4. Octava (4 peus i 56 notes)
5. Trompeta gran forma (8 peus i 56 notes)
6. Clarín (4 peus i 56 notes

2n teclat: 
1. Flauta harmònica (8 peus i 56 notes)
2. Viola de gamba, 9 per transmissió (8 peus i 56 notes)
3. Veu Celest (8 peus i 44 notes)
4. Corneta (8 peus i 31 notes)
5. Fagot i Oboè (8 peus i 56 notes)
6. Veu Humana (8 peus i 44 notes)

Pedalera: 
1. Contrabaix (16 peus i 30 notes)
2. Contres (8 peus i 30 notes)

Pedals de combinació 
1. Per unir el 1r teclat amb el de pedals.
2. Per reunir el 2n teclat amb el de pedals.
3. Per reunir els dos teclats manuals.
4. Octaves greus del 1r teclat.
5. Octaves greus del 2n teclat.
6. Pedal de bàscula per l'expressió de tots els registres.
7. Pedal de Trémolo expressiu per tots els registres del segon teclat.

Botons automàtics:
1. Fort de flautats del 1r teclat.
2. Fort general de flautats dels dos teclats.
3. Tutti general de tot l'orgue amb els seus teclats, octaves, etc.
4. Anul·lador dels anteriors

L'orgue estava afinat en to normal, amb 780 vibracions per segon al La a una temperatura de 15 °C, i a la construcció de l'instrument es van utilitzar el sistema mecànic i el pneumàtic tubular, per tal d'acumular tots els recursos possibles i donar solidesa a l'instrument. A més, el registre Corneta va estar totalment o parcialment completat amb l'instrumental de l'antic orgue.
Abans d'instal·lar aquest orgue es va desmuntar l'anterior, que va ser traslladat a la tribuna del Cambril el 26 de febrer de 1923 i es va eixamplar i elevar la bòveda del cor. L'organer Leocadio Galdós va muntar l'orgue entre l'agost i el setembre de 1923, i la façana de l'orgue va ser dissenyada per l'arquitecte francès Roca i construïda per M. Amer, qui va cobrar 7.286,50 pessetes per la seva feina.
L'orgue costà 25.245 pessetes i va ser beneït el 22 de setembre de 1923. El 1928 va ser dotat d'una nova manxa i el 1930 d'un registre de Flauta Octaviant. A més, el 1948 va ser desmuntat, netejat, reharmonitzat, afinat i dotat d'aparells de doble dispar.
El 1980, els orgueners Calvano i Bernal van reformar l'instrument, eliminant part del sistema pneumàtic i substituint-lo per la transmissió elèctrica. També se li va afegir un Ple de 3 files, es va instal·lar una consola al presbiteri (degut a que l'Escolania feia anys que no cantava al cor i era acompanyada per un teclat electrònic) i es construí un petit orgue al racó del presbiteri per acompanyar l'Escolania. Aquesta reforma es va inaugurar a la festa de la Diada de 1981.

## Situació i estat actual[1]
L'instrument està situat al cor en 2 cossos, cada un a cada costat del vitrall central. Després de la darrera restauració, es pot dir que es troba en bon estat de conservació i d'ús. A més, l'afinació és aproximadament de La= 440.

## Situació de les consoles[1]
L'orgue consta de 2 teclats de 56 notes i un pedal de 30 notes.
ORGUE MAJOR:
- Violón 8p.
- Flautat 8p.
- Octava 4p.
- Quinsena 2p.
- Ple 3h.
- Trompeta Reial 8p.
- Clarín 4p.
- Bordó 8p.
- Principal 4p.
- Bordó i Principal només estan a  la consola d'abaix.

EXPRESSIU:
- Flauta Harmònica 8p.
- Viola de Gamba 8p.
- Veu Celest 8p.
- Flauta Octaviant 4p.
- Cornet 5h.
- Fagot Oboè 8p.
- Veu Humana 8p.